# Albino Forjaz de Sampaio
Albino Maria Pereira Forjaz de Sampaio (Lisboa, 19 de Janeiro de 1884 — Lisboa, 13 de Março de 1949) foi um escritor e bibliógrafo português, autor de um dos livros mais vendidos em Portugal durante o século XX, Palavras Cínicas, lançado em 1905, que à morte do autor tinha já 46 edições.

## Início de carreira
Albino Forjaz de Sampaio começou a sua carreira literária aos 16 anos como jornalista no jornal A Lucta sob o patronato de Fialho de Almeida e Brito Camacho. O seu percurso teve duas fases distintas, um pouco como a sua escrita. Se de início a sua escrita aprendeu muito do jornalismo, o falar da rua, do submundo lisboeta, a resposta rápida, numa segunda fase procurou legitimar essas características com formas arcaicas e coloquialismos de origem erudita que foi encontrar nas suas investigações sobre o antigo teatro popular.

## Crónica de crítica social
A crónica de crítica social que procurava inverter a moral comum da época tornou-o famoso sobretudo pelo escândalo que as suas opiniões originavam. Fazia-o um pouco à maneira de Oscar Wilde mas num país ainda menos preparado para tais agitações. Daí que a sua estreia tenha sido estrondosa (embora as crónicas jornalísticas que já publicara o anunciassem), com o livro Palavras Cínicas que, no começo do século (1905), deixava os portugueses tudo menos indiferentes: muitos criticaram, outros riram, alguns elogiaram. Neste livro Sampaio tentava subverter a moral vigente, emitindo juízos anticlericais, contra a crendice popular, e a "esperteza" saloia, e deixando clara a sua opinião de que a vida não vale a pena no mundo em que se vivia.
A partir deste sucesso, Forjaz de Sampaio levou a sua crítica social ao ponto de criar uma arte da crítica ou, como o poria Wilde, a crítica pela crítica. Com humor, cinismo e uma ausência completa de consciência social a obra de Forjaz de Sampaio "fez-se" como a de muitos escritores que "ninguém lê" mas que esgotam edições atrás de edições.
O acme deste género, de que foi o único cultor em Portugal, foi atingido com Crónicas Imorais (1909) e continuou com Prosa Vil (1911), Cantáridas e Violetas (1915), Tibério, Filósofo e Moralista (1918), e O Homem que deu o seu Sangue (1921), entre outros.
Tem colaboração nas revistas Serões  (1901-1911), Illustração portugueza (1903-1923), A Sátira (1911), na II série  da revista Alma nova (1915-1918) e ainda, nas publicações da Câmara Municipal de Lisboa: Anais das bibliotecas, arquivo e museus municipais (1931-1936) e no Boletim cultural e estatístico (1937).

## Obras naturalistas
O segundo género que desenvolveu, de menor interesse e originalidade de acordo com Óscar Lopes, foi o naturalismo com tendências decadentistas que desenvolveu em volumes de contos e algumas novelas. Tinha este género já alguns precursores como Raul Brandão e sofria a influência das filosofias de Nietzsche ou Schopenhauer (de quem aliás Forjaz de Sampaio traduziu As Dores do Mundo). É a vertente da obra do autor que menos interesse suscitará senão pelo quadro da miséria em Portugal que descreve com rigor jornalístico. A precisão da descrição interessará muitos olissipógrafos pelos conhecimentos profundos que revela de um submundo lisboeta que mais nenhum escritor da época descrevia em tanto pormenor.

## Técnica e inovações
A escrita de Forjaz de Sampaio é um mundo a descobrir. O escritor desenvolveu uma linguagem muito sua inventando inúmeros vocábulos e passando para o papel uma série de coloquialismos originais e que muito ajudavam construção do humor que os seus escritos patenteavam. Como muitos dos escritores seus contemporâneos, Forjaz de Sampaio era um artista da frase, da máxima (em 1922 dava ao prelo Mais Além do Amor e da Morte, um livro de máximas e pensamentos). Toda a sua escrita era constituída por um conjunto de artifícios que visavam o culminar numa máxima / frase central que muitas vezes era igualmente o contrário do argumento que tinha vindo a elaborar.
O seu ensejo de escandalizar levava a algumas inovações no mundo editorial de então, em 1916 Forjaz de Sampaio reuniu-se com o pintor Bento de Mântua no sentido de elaborar a obra O Livro das Cortesãs, tratava-se de uma antologia de poetas portugueses e brasileiros (da poesia trovadoresca até aos poetas contemporâneos) cujos poemas tivessem por tema as prostitutas e a prostituição.
A crítica mordaz, a frase curta e incisiva e o seu “linguajar ofensivo”  fizeram de Forjaz de Sampaio um dos escritores mais amados mas também um dos mais odiados da literatura portuguesa. As suas obras são extremamente actuais na crítica que fazem de uma sociedade que perde os seus valores e ideologias. Na maneira como vê o jornalismo sensacionalista e a sua influência sobre as massas. Na forma como via o curso que o panorama cultural português levava. Na crise que anunciava a II Guerra Mundial. Na forma como anunciava a morte da literatura pela morte da leitura...
Quem hoje ler essas crónicas de Albino Forjaz de Sampaio poderá certamente considerá-lo o Jules Verne da sociedade portuguesa pela forma como as suas predições vieram a realizar-se.
Estes dois géneros foram essencialmente desenvolvidos na primeira fase da sua carreira.
Uma segunda fase da sua carreira começou a verificar-se por volta da década de 1920. Se até aí Forjaz de Sampaio tinha sido o menos canónico dos escritores, de um momento para o outro o escritor começa a interessar-se pela história da literatura portuguesa, torna-se um bibliófilo acérrimo. Rapidamente e através do seu conhecimento do submundo lisboeta Forjaz de Sampaio reúne de vários pequenos alfarrabistas um enorme espólio da literatura popular o que resulta na publicação de Teatro de Cordel (1920-1922), ainda hoje um dos melhores estudos de conjunto sobre o teatro português nos séculos XVII, XVIII e inícios do século XIX. Esta publicação editada pela Academia das Ciências de Lisboa mereceu ao autor, até então considerado “vulgar e rasteiro”  a condição de Sócio Honorário da mesma Academia.
Com efeito, se bem que já em 1916 no livro Grilhetas juntasse alguns textos sobre escritores e obras literárias (um dos quais um genial ensaio sobre os problemas financeiros de Camilo Castelo Branco e a influência que tiveram no percurso literário do escritor, ensaio elaborado a partir de um conjunto de documentação que o Forjaz de Sampaio adquirira por «tuta e meia»  de que constava a correspondência de Camilo com os seus editores e a contabilidade destes últimos), é a partir da publicação de Teatro de Cordel que Forjaz de Sampaio vê serem-lhe reconhecidos os primeiros méritos por um mundo literário português que até então o desprezara porque o receava.
Neste processo de institucionalização a publicação de sequência de obras de investigação literária e o jornalismo deste mesmo jaez seguem-se a um ritmo alucinante, Homens de Letras (1930), a colecção “Patrícia” dedicada aos maiores vultos da literatura portuguesa publicada a partir de 1924 (sob o patrocínio do Diário de Notícias) e em perto de 30 volumes e a sua monumental História Ilustrada da Literatura Portuguesa em três volumes são disso exemplo.
Nos últimos anos da sua vida, Albino Forjaz de Sampaio dedicou-se essencialmente aos estudos de biblioteconomia, à história do livro e da tipografia.
Publicou alguns volumes de cariz eminentemente nacionalista na sequência da política de espírito criada por António Ferro.
Foi iniciado na Maçonaria em 1924 na Loja Irradiação, de Lisboa, com o nome simbólico de Erasmo.
Morreu em Lisboa, a sua cidade de eleição, a escrever um artigo para um jornal.
Forjaz de Sampaio nunca se afirmou um escritor mas bradou aos quatro ventos que era um “jornalista levado dos diabos”.
Dele disse Almada Negreiros no seu Manifesto Anti-Dantas:
«E o raquítico Albino Forjaz de Sampaio, crítico da Luta a que o Fialho com imensa piada intrujou de que tinha talento!».